# Austrian Airlines
Austrian Airlines er det nationale østrigske flyselskab. Austrian blev stiftet i 1957 efter en fusion mellem Air Austria og Austrian Airways. Selskabet har i dag danskeren Vagn Sørensen som administrerende direktør. Austrian er medlem af Star Alliance.
Austrian Airlines ejes af Austrian Airlines Group (AUA-group), som er en østrigsk selskabsgruppe bestående af flyselskabet Austrian Airlines og dets datterselskaber Lauda Air og Tyrolean Airways (Austrian Arrows). Austrian Airlines er moderselskabet i gruppen, der har interesser i 24 forskellige andre selskaber. AUA-group solgte sin ejerandel af Slovak Airlines i januar 2007, mens gruppen ejer 22,5 % af det ukrainske flyselskab Ukraine International.
Austrian Airlines Group er medlem af Star Alliance, og har pr. maj 2009 97 fly. I 2008 havde selskabet i alt 7.914 ansatte og transporterede 10,7 mio. passagerer.